# إدوارد مادن
إدوارد مادن (بالإنجليزية: Edward Madden)‏ هو كاتب أغاني أمريكي، ولد في 17 يوليو 1878، وتوفي في 11 مارس 1952.

## وصلات خارجية
- إدوارد مادن على موقع IMDb (الإنجليزية)
- إدوارد مادن على موقع ميوزك برينز (الإنجليزية)
- إدوارد مادن على موقع قاعدة بيانات برودواي على الإنترنت (الإنجليزية)
- إدوارد مادن على موقع أول ميوزيك (الإنجليزية)
- إدوارد مادن على موقع ديسكوغز (الإنجليزية)